# Hepokarvo
Hepokarvo är en ö i Finland.   Den ligger i kommunen Kalajoki i den ekonomiska regionen  Ylivieska ekonomiska region  och landskapet Norra Österbotten, i den centrala delen av landet, 400 km norr om huvudstaden Helsingfors.